# Problém batohu

Problém batohu

Problém batohu je NP-úplný problém kombinatorické optimalizace.
Nechť je dáno n závaží, z nichž každé má jednoznačně určenou hmotnost. Některá z nich vybereme, a dáme je do uzavřeného batohu, který je neprůhledný (a který má sám nulovou hmotnost). Potom batoh zvážíme a určíme celkovou hmotnost, ze které se pokusíme určit, která závaží jsou uvnitř batohu.

## Formální znění problému
Máme číslo M, vektor {\displaystyle {\vec {x}}}, množinu A. Pokoušíme se řešit rovnici (určit vektor {\displaystyle {\vec {x}}}), tak aby platilo:
{\displaystyle M=x_{1}a_{1}+x_{2}a_{2}+\cdots +x_{n}a_{n}|a_{i}\in A,{\vec {x}}=(x_{1}\cdots x_{n})}